# Chilehaus
Chilehaus este un monument istoric și de arhitectură din Hamburg. Edificiul, construit în anul 1924 după planurile lui Fritz Höger, este înscris din anul 2015 pe lista UNESCO a patrimoniului universal.